# Gornja Pološnica
Gornja Pološnica (Servisch cyrillisch Горња Полошница) is een plaats in de Servische gemeente Kosjerić. De plaats telt 152 inwoners (2002).